# Chiton pulvinatus
Chiton pulvinatus är en blötdjursart som beskrevs av Carpenter in Pilsbry 1893. Chiton pulvinatus ingår i släktet Chiton och familjen Chitonidae.
Artens utbredningsområde är Bismarckarkipelagen. Inga underarter finns listade i Catalogue of Life.